# Boaz van de Beatz
Boaz van de Beatz, né Boaz de Jong le 15 décembre 1988, est un producteur et disc jockey néerlandais, fondateur du label discographique Nouveau Riche qui compte en son sein des artistes populaires tels que Mr. Polska et Jebroer. Boaz aide, grâce à son label, de nombreux artistes à se populariser, et collabore fréquemment avec Ronnie Flex, et le trio Yellow Claw. Depuis 2013, Boaz oscille entre hip-hop néerlandais et musique électronique. Boaz est également affilié au producteur Diplo, et connu, selon le site de Mad Decent pour ses « chansons de rap démentes qui impliquent environ 4 ou 5 genres musicaux en à peine une minute ».

## Biographie
À 17 ans, Boaz commence une vie en solitaire lorsque ses parents décident d'emménager en Israël. Il aménage son appartement à Gorinchem en un studio d'enregistrement et tente de rencontrer des rappeurs avec qui il pourrait s'associer. Il découvre par la suite Jebroer et Digitzz, ensuite rejoints par Mr. Polska et Ronnie Flex. En 2015, Boaz décrit cette période selon ses termes : « C'était le bon temps, mais ça me manque vraiment pas. C'était très stressant. » Au fil de sa carrière, Boaz produit pour des artistes tels que Yellow Claw, Diplo, Major Lazer, Jack Ü, The Partysquad, Madonna, Ariana Grande, Pharrell Williams et Sean Paul. Ses chansons incorporent notamment des éléments de dance, trap, hardstyle, nederhop, dubstep, dancehall et happy hardcore,. Boaz est récompensé du Dutch State Award dans la catégorie de « meilleur producteur » en deux années consécutives entre 2011 et 2013.
En 2008, il fonde son label discographique appelé Nouveau Riche. L'un des singles notables publiés par le label s'intitule Banaan de Jebroer, Stepherd, Skinto et Jayh, certifié disque d'or en Belgique, et classé quinze semaines au Top 50 local. Boaz fait paraître un EP de quatre chansons intitulé Flontie Stacks en juin 2013 sous le label Mad Decent. En juillet 2014, son premier single No Way Home est également publié par Mad Decent. En novembre 2014, il produit la chanson All My Love d'Ariana Grande qui deviendra la bande originale du film The Hunger Games: Mockingjay, Part 1. En 2015, Boaz travaille dans l'ombre sur le single de Madonna, Bitch I'm Madonna, avec Diplo et Sophie. En février 2015, il publie Partymad avec Ronnie Flex et Mr. Polska.

## Discographie

### EP
- 2013 : Flontie Stacks[3]
- 2015 : Horse Force[3]

### Singles
- 2014 : No Way Home (avec Mr. Polska et Ronnie Flex)[3]